# Craspedosis stenotera
Craspedosis stenotera är en fjärilsart som beskrevs av Louis Beethoven Prout 1932. Craspedosis stenotera ingår i släktet Craspedosis och familjen mätare. Inga underarter finns listade i Catalogue of Life.